# Bistum Doruma-Dungu
Das Bistum Doruma-Dungu (lateinisch Dioecesis Dorumaensis-Dunguensis, französisch Diocèse de Doruma-Dungu) ist eine in der Demokratischen Republik Kongo gelegene römisch-katholische Diözese mit Sitz in Dungu.

## Geschichte
Das Bistum Doruma-Dungu wurde am 24. Februar 1958 durch Papst Pius XII. mit der Apostolischen Konstitution Qui cotidie aus Gebietsabtretungen des Apostolischen Vikariates Niangara als Apostolische Präfektur Doruma errichtet. Am 26. September 1967 wurde die Apostolische Präfektur Doruma durch Papst Paul VI. mit der Apostolischen Konstitution Haud multum zum Bistum erhoben. Das Bistum Doruma wurde am 3. Juli 1970 in Bistum Doruma-Dungu umbenannt.
Das Bistum Doruma-Dungu ist dem Erzbistum Kisangani als Suffraganbistum unterstellt.

## Ordinarien

### Apostolische Präfekten von Doruma
- Guillaume van den Elzen OSA, 1958–1967

### Bischöfe von Doruma
- Guillaume van den Elzen OSA, 1967–1970

### Bischöfe von Doruma-Dungu
- Guillaume van den Elzen OSA, 1970–1983
- Emile Aiti Waro Leru’a, 1983–1989, dann Bischof von Isiro-Niangara
- Richard Domba Mady, 1994–2021
- Emile Mushosho Matabaro, seit 2022